# Райская вдовушка
Райская вдовушка (лат. Vidua paradisaea) — птица семейства вдовушковых.

## Описание
Самки райской вдовушки достигают длины 13 см. Самцы немного крупнее и достигают длины в зимнем наряде до 15 см, в брачном наряде, когда у самцов появляется длинный хвост, до 26 см.
В брачном наряде у самцов на затылке широкая, золотисто-жёлтая полоса. Грудь светло-каштановая. На брюхе окраска переходит в светло-жёлтый цвет. Клюв, голова, горло, спина, крылья и кроющие крыльев чёрные. Длинный хвост и кроющие хвоста тоже чёрные. В зимнем наряде самцы похожи на самок, окрашенных подобно воробью.

## Распространение
Область распространения райской вдовушки простирается от Сенегала до Эфиопии, в юго-западном направлении через Восточную Африку до территории бывших провинций Натала и Трансвааля, а также на запад до Анголы и севера Намибии.

## Размножение
Как и все вдовушки, райская вдовушка также является гнездовым паразитом вьюрковых ткачиков. В качестве хозяев она использует желтоспинную питилию (Pytilia afra) и пёструю питилию (Pytilia melba). Самка откладывает одно яйцо в гнездо питилий. Пение и призывы птенцов райской вдовушки такие же, как и у птенцов птицы-хозяина.